# Zone Paul-Morel (Vesoul)
La Zone Paul-Morel est une nouvelle zone d'aménagement concerté située à Vesoul, dans la Haute-Saône. C'est un écoquartier pilote du projet transfrontalier Eco-OBS. Le quartier est aménagé avec pour principal site les bâtiments de l'Hôpital Paul-Morel de Vesoul, qui est aujourd'hui désaffecté depuis 2009.

## Localisation
Le cœur de la nouvelle zone se trouve à l'emplacement de l'ancien Hôpital Paul-Morel de Vesoul. En 2009, l'hôpital Paul-Morel de Vesoul quittait ses locaux historiques pour aller se loger dans le secteur des Haberges. Le Centre hospitalier intercommunal de Vesoul se situe désormais dans le quartier de Vesoul Ouest. L'ancien hôpital de Vesoul et ses environs étant désormais abandonnés, la ville a décidé de créer une Zone d'aménagement concerté pour créer un nouveau quartier qui développera le dynamisme commercial de la ville en y installant des entreprises.

## Conception

### Zone d’aménagement concerté
Avec plus de six hectares en plein centre-ville, le site de l’ancien hôpital possède une surface énorme. La Ville de Vesoul souhaite y promouvoir une qualité de vie dans le respect du développement durable. Elle a donc lancé une procédure de Zone d’aménagement concerté (ZAC) pour tenir tous les habitants informés du projet. Concrètement, cela s’est traduit par une exposition dans le hall de l’Hôtel de ville de Vesoul du 3 au 28 novembre 2008, un recueil mis en place pour avis ainsi qu’une réunion publique organisée le 26 novembre 2008.

### Projet d’écoquartier
Les priorités de ce projet sont de promouvoir l'écologie en ville. Cela se traduira par la priorité aux déplacements écologique (nombreux accès piétons...), à la création d’une centaine de logements privilégiant la mixité sociale à travers des immeubles de quatre étages maximum... le concept défend un nouvel art de vivre. À l’ouest, l’espace central sera laissé libre de constructions afin d’assurer les continuités vertes entre le Jardin anglais de Vesoul et le versant sud de la Motte. L’accueil de commerces, d’activités libérales ou encore de services à la personne a également été évoqué lors de la réunion publique. Le stationnement respectera quant à lui l’intégrité du lieu et devra être suffisant pour satisfaire l’ensemble des besoins. Le bâtiment principal (ancien couvent du XVIIe siècle) ainsi que les bâtiments pédiatrie, administration et hémodialyse seront conservés contrairement à l’ancienne maternité dont la réhabilitation engendrerait un coût trop important. Les Vésuliens ont été séduits par la volonté de la Ville à vouloir aménager un quartier de qualité sur ce site emblématique de Vesoul.

### Campus
L'Université de Franche-Comté est à la recherche de site pour desservir et regrouper les étudiants de ces formations décentralisées, et c’est pourquoi la ville peut imaginer un campus qui utiliserait les infrastructures existantes. Des contacts sont pris avec les différents partenaires possibles de ce projet pour en étudier la faisabilité.